# Hugh Thompson, Jr.
Hugh C. Thompson Jr (Atlanta, 15 de abril de 1943 — 6 de janeiro de 2006) foi um piloto de helicóptero que serviu durante a Guerra do Vietnã. Se tornou conhecido na história da guerra por sua iniciativa em interromper o massacre de civis na aldeia vietnamita de My Lai, no distrito de Sơn Tinh, Vietnã do Sul.
Nascido na Geórgia, Thompson se alistou na Marinha em 1961 e no Exército em 1966, onde fez treinamento como piloto de helicóptero.
Voluntário para a Guerra do Vietnã, foi integrado numa força de reconhecimento aéreo cuja missão era sobrevoar as florestas vietnamitas e atrair o fogo inimigo para marcar a localização de soldados do vietcong e informar sua localização. Ele pilotava um helicóptero Hiller OH-23 Raven. Faziam parte de sua tripulação, operando metralhadoras M-60 nas laterais do helicóptero, o soldado Lawrence Coburn e o chefe de tripulação Glenn Andreotta, que mais tarde também receberiam com Thompson o reconhecimento por sua ação em My Lai.

## O massacre
Após sobrevoar e identificar corpos de civis vietnamitas na área de Sơn Tinh em volta da aldeia de My Lai e ter reportado uma "matança desnecessária" aos seus comandantes em 16 de março de 1968, Thompson pousou seu helicóptero no campo e auxiliado por Coburn e Andreotta começou a marcar com fumaça verde o local onde estavam os corpos que ainda pareciam ter vida, para facilitar sua localização pelo corpo médico que pretendia contactar pelo rádio do helicóptero.
De volta ao helicóptero, Thompson observou o Capitão Ernest Medina, comandante da Companhia Charlie, momentos antes correndo pelo campo atirando nos civis feridos mas ainda vivos, marcados pela fumaça verde de Thompson. Este levou seu helicóptero até a vila, onde se confrontou com o tenente Brooks, que se preparava para explodir um bangalô cheio de civis feridos. Do helicóptero pousado, Thompson ordenou a Coburn e Andreotta que cobrissem com as metralhadoras de bordo todo o perímetro da área e deu ordem de atirarem contra qualquer soldado norte-americano que se recusasse a obedecer a ordem de interromper o massacre. Nenhum soldado nem oficial o desobedeceu, mesmo ele sendo de patente inferior aos comandantes de pelotão.
Seguiu-se este diálogo, narrado em livro posterior pelo soldado Coburn:
Original
Thompson: Let's get these people out of this bunker and get 'em out of here.
Brooks: We'll get 'em out with hand grenades.
Thompson: I can do better than that. Keep your people in place. My guns are on you.
Tradução
Thompson: Vamos tirar este pessoal das cabanas e sair daqui.
Brooks: Nós iremos tirá-los com granadas.
Thompson: Eu posso fazer melhor que isto. Mantenha seu pessoal no lugar. Minha mira está em você.
Thompson então deu ordens a outros dois helicópteros que sobrevoavam a área que pousassem e fizessem a evacuação de onze civis feridos. Após levantarem voo para fora da aldeia, Andreotta vê movimentos numa vala de irrigação no entre corpos no solo e a tripulação desce novamente, desta vez resgatando uma criança viva no meio de cadáveres de adultos e a transporta para o hospital mais próximo em Quang Ngai.

## Depois de My Lai
Após My Lai, Hugh Thompson recebeu a Distinguished Flyin Cross por sua ação no episódio, - que para alguns pretendia apenas mantê-lo calado sobre os reais acontecimentos de My Lai - mas continuou a ser mantido nas perigosas missões de localização do inimigo que fazia na guerra - também considerado como uma punição a seus atos, que tiveram grande repercussão na mídia - tendo sido abatido cinco vezes, lesionando a coluna na última queda e carregando cicatrizes psicológicas sobre My Lai pelo resto da vida.

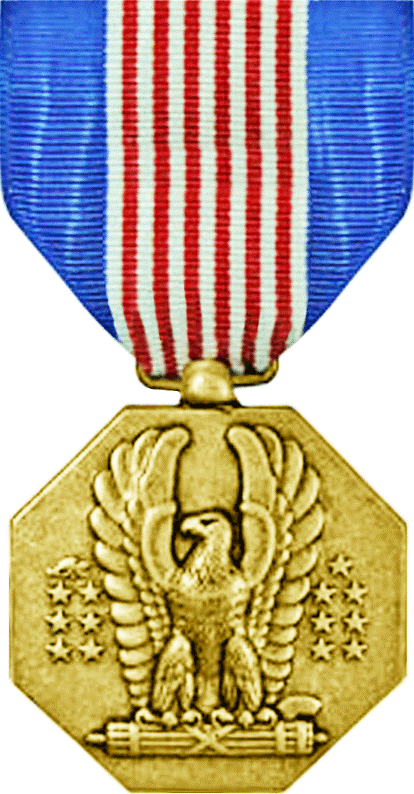
A Medalha do Soldado, recebida por Thompson, Coburn e Andreotta.

Exatamente trinta anos depois do episódio, Thompson, Coburn e Andreotta (KIA) receberam a mais alta condecoração dada pelo Exército dos Estados Unidos a atos de bravura quando não em contato direto com o inimigo, a Soldier's Medal (Medalha do Soldado). Andreotta foi postumamente condecorado, já que ele foi morto em combate uma semana depois do incidente em My Lai.
Ainda em 1998, os dois sobreviventes voltaram a My Lai, onde se encontraram com alguns dos habitantes que foram salvos por suas ações naquele dia, incluindo Do-Hoa, que havia sido salvo da vala de irrigação agrícola aos oito anos de idade.
Numa entrevista ao programa de tv 60 Minutes, perguntou-se a Thompson qual eram ainda seus sentimentos com relação aos soldados da Companhia Charlie envolvidos no massacre de My Lai. Ele respondeu: “Eu entendo, Eu quero dizer que sou homem suficiente para perdoá-los, mas jurei a Deus... eu não posso”.
Hugh Thompson, Jr. reformou-se do exército com o posto de major. Morreu em 6 de janeiro de 2006 aos 62 anos de idade, após uma longa luta contra o câncer. Seu companheiro de honras e de Vietnam, Lawrence Coburn, esteve ao lado de seu leito em seus momentos finais. Foi enterrado com honras militares, salvas de tiros e sobrevôos de helicópteros de combate durante seu funeral. Durante as exéquias, foi saudado com o título de "Pacificador" .